# Jeannie Oakes
Jeannie Oakes (San Diego, 15 de gener de 1943) va ser professora presidencial d'Equitat Educativa a l'Escola de Postgrau d'Educació i Estudis d'Informació de la Universitat de Califòrnia a los Angeles (UCLA) la qual va estar nomenada pel president Obama com a membre de la Junta Nacional de Ciències de l'Educació. Enfoca el seu temps amb LPI en projectes relacionats amb un aprenentatge més profund, preparació de professorat i recursos propis. Té un paper de lideratge tant en el treball de recursos propis com en el treball de LPI.
Va ser fundadora i exdirectora de l'institut per a la Democràcia, l'Educació i l'Accés (IDEA) de l'UCLA, exdirectora del Consorci de Campus per a la Diversitat (ACCORD) de la Universitat de Califòrnia, així com a directora del Centre X. Oakes. El novembre de 2008, Oakes va deixar la UCLA per incorporar-se a la Fundació Ford  com a director d'oportunitats educatives i programes de beques. El 2014, Oakes va completar un període de sis anys a la Fundació Ford.
Actualment és la presidenta de l'American Educational Research.

## Objectius
El principal objectiu que es va marcar Jeannie Oakes després de realitzar els seus estudis, va ser augmentar la participació dels ciutadans en actes polítics, a part de voler fomentar la democràcia, a més, que a les escoles americanes tots els nens i nenes tinguessin les mateixes oportunitats en tots els aspectes possibles, tant en econòmics com en oportunitats de dret i respecte. Per tant, Oakes buscava escoles socialment justes on tots els nens i nenes tinguessin les mateixes oportunitats. Utilitzant articles com Investigating the claims in Williams v. State of California on utilitza articles acadèmics per queixar-se sobre les condicions actuals d'escolarització de Califòrnia. Tanmateix, els articles il·luminen qüestions com l'equitat a les escoles de California.
Per aquests motius, la recerca es va enfocar en les desigualtats socials i escolars que patien els centres americans en aquella època. Va utilitzar diferents articles amb l'objectiu d'estudiar i explorar la relació entre el seguiment i la desigualtat educativa a les escoles. Ho va fer mitjançant una recol·lecta de dades d'estudiants i professors en 222 classes d'anglès i matemàtiques en 25 escoles de secundària gràcies a entrevistes, qüestionaris i observacions.
Jeannie Oakes preveia la urgència que tota la comunitat treballes plegada per tal d'obtenir reformes educatives que permetin la igualtat en les escoles americanes. Fomentava principalment que s'havia de comptar amb les capacitats intel·lectuals dels alumnes i també de les seves comunitats per poder obtenir una escola justa, igualitària i demòcrata.
Els estudis realitzats per Jeannie Oakes es van dur a terme principalment a l'estat de California on examinava les condicions de les escoles, els recursos i les oportunitats que revien els nens i nenes d'aquest estat. Hi ha un gran nombre d'articles que tracten sobre temes crítics com l'accés dels alumnes als llibres de text, materials curriculars, equips i tecnologia. Usant articles com Educations most basic tools. a partir de dades de diverses fonts troba que el material de text, curricular i tecnologia tenen molta importància educativa i un gran nombre d'estudiants no tenen les mateixes oportunitats, ja que no disposen d'aquestes eines.
Jeannie Oakes amb l'ajuda d'altres autors com Rogers van aconseguir crear un article on descriuen les necessitats d'augmentar l'oferta de professorat urbà per tal d'intentar disminuir les desigualtats d'aprenentatge que pateixen alguns estudiants.

## Ideologia
La ideologia procedeix del grec, formada per "idea" que significa "forma" i el sufix "logia" que es defineix com "estudi", per tant ideologia és el conjunt d'idees que caracteritzen la forma de pensar d'una persona. La paraula ideologia va ser creada per un filòsof francès anomenat Desttut de Tracy al segle xviii.
Es parla d'ideologia quan una idea en concret és compartida per un grup de persones, és per això que ens permet reflexionar sobre com actua la societat en el seu conjunt, han existit una gran quantitat d'ideologies al llarg de tota la història; feixisme, nacionalisme, anarquisme, liberalisme, entre d'altres. Principalment la ideologia té tres objectius ben diferenciats; hi ha ideologies que busquen conservar el sistema, aquestes són les anomenades conservadores. Ideologies que les coneixem com a reaccionàries, ja que impliquen un canvi però en retrocés i les ideologies que transformen la realitat de manera més revolucionaries cap a noves formes socials.
Oakes volia integrar els components dels fonaments educatius en un conjunt ideològic i temàtic, basat en una teoria de l'educació que posiciona a tots els professors perquè siguin altament competents a l'aula, líders educatius i propers als estudiants i famílies.
Mitjançant el llibre Becoming Good American Schools: The struggle for Civic Virtue in Education Oakes explica històries de diverses escoles d'Illinois, Califòrnia, Massachusetts, Texas i Vermont que pretenen alterar les seves estructures i esdevenir llocs que afavoreixin les idees innovadores i és per aquest motiu la combinació d'inspiració i precaució, idealisme i esceptiscisme és un terme clau per a la formació de bones escoles.
Les idees que va compartir en els seus llibres Jeannie Oakes estaven plenes d'idees sobre la democràcia, igualtat, idealisme i escepticisme, entre d'altres.

### Idealisme
Per una part l'idealisme és la tendència d'idealitzar la realitat i per una altra banda, és la posició filosòfica que afirma que el món és una idea que procedeix de la ment de l'home.
Dins de l'idealisme existeixen dos tipus de varietats: l'objectiu i el subjectiu. L'idealisme objectiu afirma que les idees existeixen per si mateixes i que només podem descobrir-les i l'idealisme subjectiu afirma que les idees només existeixen en la ment del subjecte.
Cal destacar que Jeannie Oakes no aprovava cap versió de l'idealisme, ambdues suposen el món exterior i per això ho exploren i el modifiquen. Per ella l'ideal seria una posició intermèdia entre l'idealisme i l'escepticisme perquè s'han de modificar les idees tal com afirma l'idealisme però mitjançant les evidències tal com expressa l'escepticisme.

### Escepticisme
L'escepticisme es coneix com l'actitud de desconfiança que es mostra davant la veritat, l'escepticisme requereix tant les habilitats analítiques suficients com la motivació per formar creences sobre motius racionals. La paraula escepticisme sorgeix del grec i significa "el que examina".
Es poden trobar diferents tipus d'escepticisme; escepticisme filosòfic, religiós, científic, metodològic i professional.
Es pot relacionar Jeannie Oakes amb l'escepticisme professional, ja que es caracteritza per la capacitat d'avaluació crítica de l'evidència, sense donar per fet res que no es pugui ser aprovat per evidències. L'objectiu és dur a terme la recopilació i avaluar amb objectivitat les proves. En els seus estudis es pot evidenciar que utilitzava l'escepticisme, ja que avaluava la situació, donava evidències i estudiava una possible solució.

## Ideal

### Justícia social
El concepte de justícia social va sorgir a mitjans del segle xix, ja que hi havia la necessitat d'aconseguir un repartiment equitatiu dels béns socials. L'objectiu en terme econòmic de la justícia social és la creació de condicions necessàries per a desenvolupar una societat igualitària. En una societat amb justícia social, els drets humans són respectats i les famílies amb classe social més baixa tenen els mateixos drets que les famílies amb una classe social més alta.
L'ensenyament nord-americà pateix una clara desigualtat educativa, ja que els nens/es americans blancs i més rics tenen més avantatges en l'educació a diferència dels estudiants de color. Tot i els esforços en aconseguir una escola igualitària i justa, les reformes d'equitat confien en els enfocaments convencionals a l'hora de la formació del canvi educatiu. En canvi, l'educació equitativa i de qualitat farà un pas endavant gràcies al moviment social que s'encarregui de les normes i polítiques socials que es basen l'statu quo.
Jeannie Oakes volia augmentar la democràcia i intentar millorar la igualtat en les escoles americanes. Va escriure una sèrie d'articles relacionats amb la política i la desigualtat social, un exemple és l'article The policy and practice of curriculum inequaly on tracta la política i pràctica de desigualtat escolar i social. A causa per la gran preocupació per la qualitat educativa de les escoles americanes, Oakes buscava intentar ajudar les escoles urbanes més desafortunades que serveixen a les minories pobres. Mitjançant diverses entrevistes telefòniques amb administradors de districtes urbans va poder identificar cinc tipus de reformes per ajudar a les escoles més pobres: la primera consisteix a fer esforços per augmentar l'eficàcia de les escoles, els plans d'estudi o la instrucció; la segona, sistemes de lliurament alternatiu; la tercera; programes d'infància primerenca; la quarta, suports socials i finalment la creació d'associacions cooperatives, com es mostra en el llibre Improving Inner-City Schools. Va fer una sèrie d'estudis en diferents escoles urbanes de nivells econòmics alts on demostrava els beneficis i millores que tenien aquestes escoles respecte a les escoles de nivell econòmic baix, aquests estudis es mostren en el llibre Educational Matchmaking: Academic and Vocational Tracking in Comprehensive High Schools.

### Democràcia participativa
La democràcia participativa és un sistema d'organització política on els ciutadans participen en les decisions polítiques preses en el país on resideixen, els ciutadans tenen una major participació en les decisions polítiques que és la que atorga tradicionalment la democràcia representativa, aquesta última és la més utilitzada al món.
Ja en l'antiga Grècia s'utilitzava aquest mètode de democràcia, on els ciutadans eren protagonistes en les decisions de caràcter públic de les ciutats - estat. Per tant, un dels principals objectius de la democràcia participativa és crear una societat on els ciutadans estiguin llestos per tenir un paper dinàmic en l'escena política. En l'actualitat hi ha dos exemples molt clars de democràcia participativa com són: suïssa i l'estat de califòrnia. En tots dos llocs són els ciutadans els qui disposen en gran manera de la política de l'executiu de torn.
Jeannie Oakes volia potenciar la democràcia participativa als Estats Units d'Amèrica perquè els ciutadans d'aquest país poguessin tenir cabuda en les decisions que pregui l'estat en vigor. L'any 1985 Jeannie Oakes va escriure un brillant estudi sobre l'escola i la democràcia, reflecteix les desigualtats de classe i racials dels estudiants, a part de relacionar l'educació amb la democràcia participativa, per Oakes una de les causes més importants sobre la desigualtat entre les persones. Oakes afirmava que primer s'ha de millorar la política dels Estats Units per acabar amb la desigualtat a les aules. Estudis com Keeping track mostra les idees de desigualtat social i democràcia participativa; aquest article va ser molt important, seleccionat per American School Board Journal com llibre "must read" per a la seva influència en l'educació estatunidenca.

## Obres
- Keeping Track (1985)
- Educational Indicators: A Guide for Policymakers (1986)
- Improving Inner-City Schools (1987)
- Lost Talent: The Underparticipation of Women, Minorities, and Disabled Persons in Science (1990)
- Educational Matchmaking: Academic and Vocational Tracking in Comprehensive High Schools (1992)
- Teaching to Change the World (1999)
- Navigating the Politics of Detracking: Leadership Strategies (2000)
- Becoming Good American Schools: The Struggle for Civic Virtue in Education (2000)
- Learning Power: Organizing for Education and Justice (2006)

## Premis
Jeannie Oakes va obtenir quatre premis valuosos de l'American Educational Association:
- Premi de carrera professional
- Excel·lent article d'investigació
- Premi del llibre destacat del 2001
- Premi Justícia Social en Investigació Educativa

Va rebre una sèrie de premis addicionals com són:
- The Liftime Achievement Award de l'Associació d'Investigació Educativa de Califòrnia
- Premi de Recerca Multicultural de l'Associació Nacional d'Educació Multicultural
- El Premi Mundial José Vasconcellos en Educació
- Premi distingit d'Assoliment de l'Associació de Premsa Educativa d'Amèrica